# Rezhanca
Rezhanca (albanska: Rezhanca, (serbiska: Režance,) är en by i Kosovo. Den ligger i kommunen Hani i Elezit. Enligt den senaste folkräkningen år 2011 fanns det 475 invånare.

## Demografi
| Demografi | 2011 |
| --------- | ---- |
| albaner   | 474  |
| bosnier   | 1    |